# OY Волка
OY Волка (лат. OY Lupi), HD 134477 — тройная звезда в созвездии Волка на расстоянии приблизительно 1078 световых лет (около 330 парсеков) от Солнца.
Пара первого и второго компонентов — двойная затменная переменная звезда типа Алголя (EA). Видимая звёздная величина звезды — от +9,05m до +8,94m. Орбитальный период — около 6,144 суток.

## Характеристики
Первый компонент — белая Am-звезда спектрального класса A1mA3-A6, или A1-A6, или B9. Масса — около 2,499 солнечных, радиус — около 2,354 солнечных, светимость — около 42,09 солнечной. Эффективная температура — около 8015 K.
Третий компонент — красный карлик спектрального класса M. Масса — около 183,8 юпитерианских (0,1755 солнечной). Удалён на 2,03 а.е..